# (1680) Per Brahe
Pour les articles homonymes, voir Brahe (homonymie).
(1680) Per Brahe est un astéroïde de la ceinture principale.

## Description
(1680) Per Brahe est un astéroïde de la ceinture principale. Il fut découvert le 12 février 1942 à Turku par Liisi Oterma. Il présente une orbite caractérisée par un demi-grand axe de 2,73 UA, une excentricité de 0,18 et une inclinaison de 4,3° par rapport à l'écliptique.

## Nom
Cet astéroïde a été nommé en mémoire du comte suédois Per Brahe (le jeune) (1602-1680), qui était gouverneur général de la Finlande. L’époque du comte était une ère prospère, avec la création de l'Académie royale d'Åbo (actuelle Turku), la première université de Finlande, et la construction de plusieurs nouvelles villes et de nombreuses écoles, et aussi la publication de la première Bible finlandaise.

## Compléments